# Очова (район Зволен)

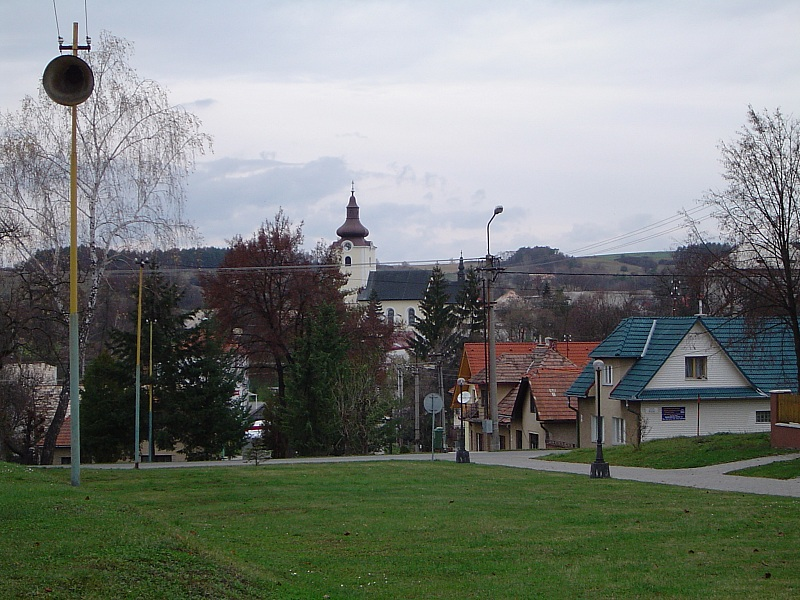
Очова

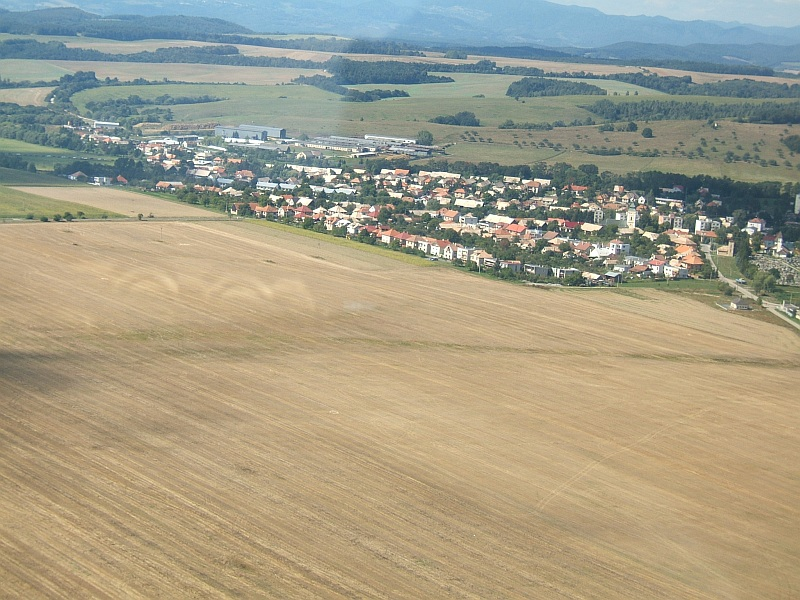
Панорама деревни

Очова  (словац. Očová , венг. Vaségető) — деревня в районе Зволен, Банска-Бистрицкого края в центральной части Словакии.
Расположена на восточной окраине Зволенской котловины в Словацких Средних горах.
Центр деревни находится на высоте 400 м над уровнем моря и в 12 км восточнее административного центра Зволена.
Население — 2 607 человек (по состоянию на 31 декабря 2020). Кадастровая площадь общины — 88,34 км².
Плотность — 29,51 чел/км².

## История
На основании археологических находок можно утверждать, что этот район был заселён ещё в бронзовом веке, примерно в 1800 году до нашей эры. Однако, письменные памятники периода до 13 века не сохранились. Древнейшая история Очовы до сих пор не выяснена. Очова намного старше, чем первые сохранившиеся письменные источники. Впервые упоминается в документах в 1263 году. Поселение развивалось как земледельческая община у замка Вигняш.
До 1918 года входило в состав Венгерского королевства, затем — Чехословакии, сейчас Словакии.

## Население
| Год:                | 1994 | 2004    | 2014    | 2024    |
| ------------------- | ---- | ------- | ------- | ------- |
| Количество человек: | 2627 | 2571    | 2597    | 2451    |
| Разница:            |      | −2,13 % | +1,01 % | −5,62 % |

## Достопримечательности
- Римско-католическая церковь Всех Святых начала XIV века с  башней , построенной в 17 веке.
- Евангелическая церковь 1785 г.
- Памятник Маттиасу Белу
- Мемориал павшим в Первой мировой войне

## Известные уроженцы

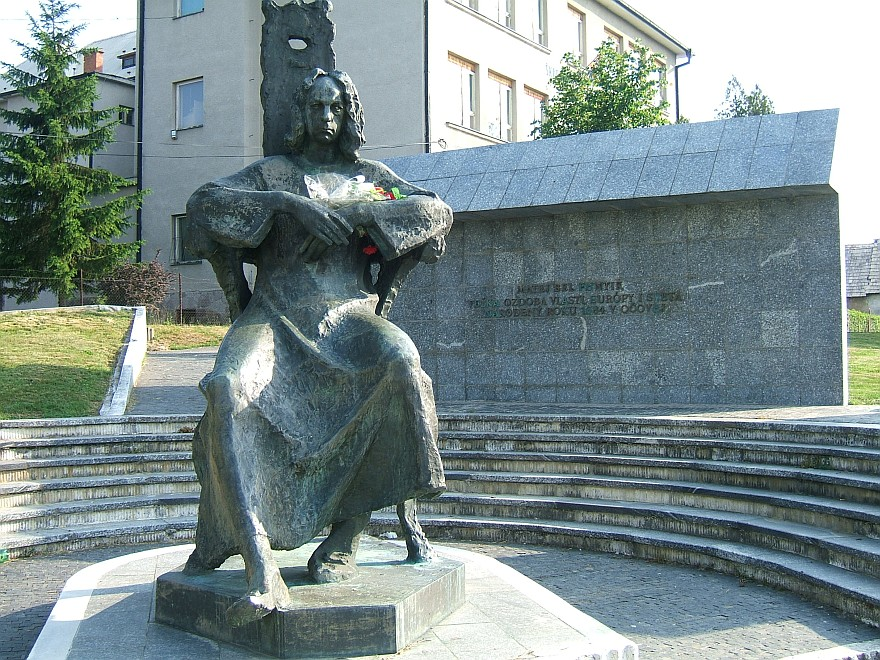
Памятник Маттиасу Белу в Очове

- Маттиас Бел (1684—1749) — лютеранский пастор и эрудит Королевства Венгрии. Также известен как Великий герой Венгрии (Magnum decus Hungariae).
- Йозеф Моравчик (род.1945) — словацкий государственный и политический деятель.
- Стефан Пиларик (1615—1693) — словацкий поэт, протестантский теолог и пастор.
- Ян Поничан (1902—1978) — словацкий поэт, прозаик, драматург, переводчик и публицист.